# لوگان سیتی
لوگان سیتی (به انگلیسی: Logan City) شهری است در کوئینزلند. این شهر در جنوب بریزبن و شمال گلد کوست قرار گرفته است و یک ناحیه اداری مستقل محسوب می شود. جمعیت لوگان سیتی ۳۰۸ هزار نفر است. این شهر 64 محله و 12 بخش دارد.